# Matthaeus Devarius
Matthaeus Devarius (italienisch Matteo Devaris, griechisch Ματθαίος Δεβαρής, * um 1505 auf Korfu; † 13. Juni 1581 in Rom) war ein griechischer Philologe.
Devarius studierte in Rom bei Andreas Johannes Laskaris und wurde schließlich Bibliothekar des Kardinals Niccolò Ridolfi und 1541 Korrektor der griechischen Manuskripte an der Bibliotheca Apostolica Vaticana. Sein Hauptwerk ist eine 1587 erstmals erschienene Studie über die griechischen Partikeln. Außerdem erstellte er einen Index zu den Kommentaren des Eustathios von Thessalonike zur Ilias und zur Odyssee.

## Schriften
- Liber de graecae linguae particulis. Francesco Zanetti, Rom 1587.
  - De graecae linguae particulis liber. Ad exemplar Romanum cum indicibus necessariis. Sumptibus Wolfgangi Mauricii Endteri, Noribergae 1700, books.google.de; Editio secunda qua in priori omissa restituuntur. Sumptibus Wolfgangi Mauricii Endteri, Noribergae, 1718, 11115025 im VD 18.
  - Liber de graecae linguae particulis. Emendavit et notas addidit Ioh. Gottfr. Reusmann. Editio altera. Impensis Ioh. Ambr. Barthii, Lipsiae 1793, books.google.de
  - Liber de graecae linguae particulis. Edidit Reinhold Klotz. Baumgärtner, Leipzig 1835/1842 (2 Bände), Vol. I Devarii librum continens, Vol. II Reinholdi Klotzii Adnotationes continens; Band 1 weitere Online-Fassung, dritte Online-Fassung, Band 2, Abt. 1 weitere Online-Fassung
- Tabula, seu Index facillimus et utilissimus eorum, quae in Commentariis Eustathii in Iliadem et Odysseam continentur. Antonius Bladus, Rom 1542–1550.
  - Index in Eustathii Commentarios in Homeri Iliadem et Odysseam. Studio Matthaei Devarii. Ad fidem exempli Romani correctior editus. Sumtibus Joann. Aug. Gottl. Weigel, Lipsiae 1828, archive.org. – Teil der Ausgabe von Johann Gottfried Stallbaum (Hrsg.): Eustathii Archiepiscopi Thessalonicensis Commentarii ad Homeri Iliadem. 7 Bände. Weigel, Leipzig 1825–1830.